# CandyFab

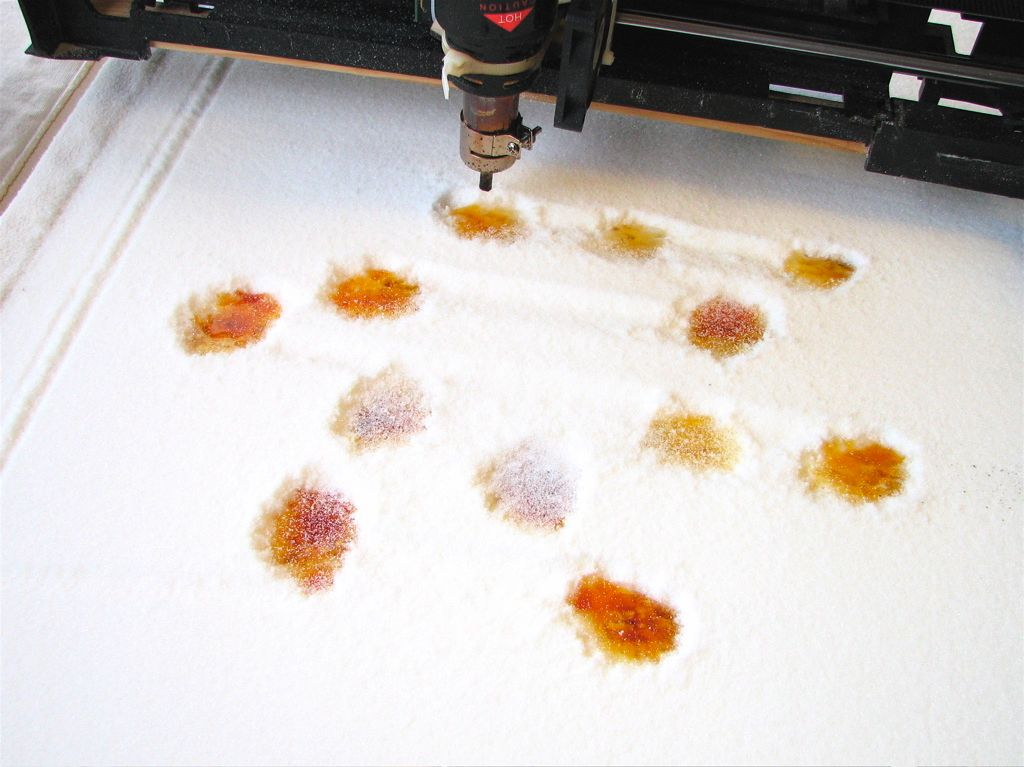
Một tác phẩm điêu khắc hình xuyến hình xuyến đang được in trên CandyFab 4000, một máy tạo mẫu nhanh thử nghiệm có thể sử dụng đường cát làm môi trường in.

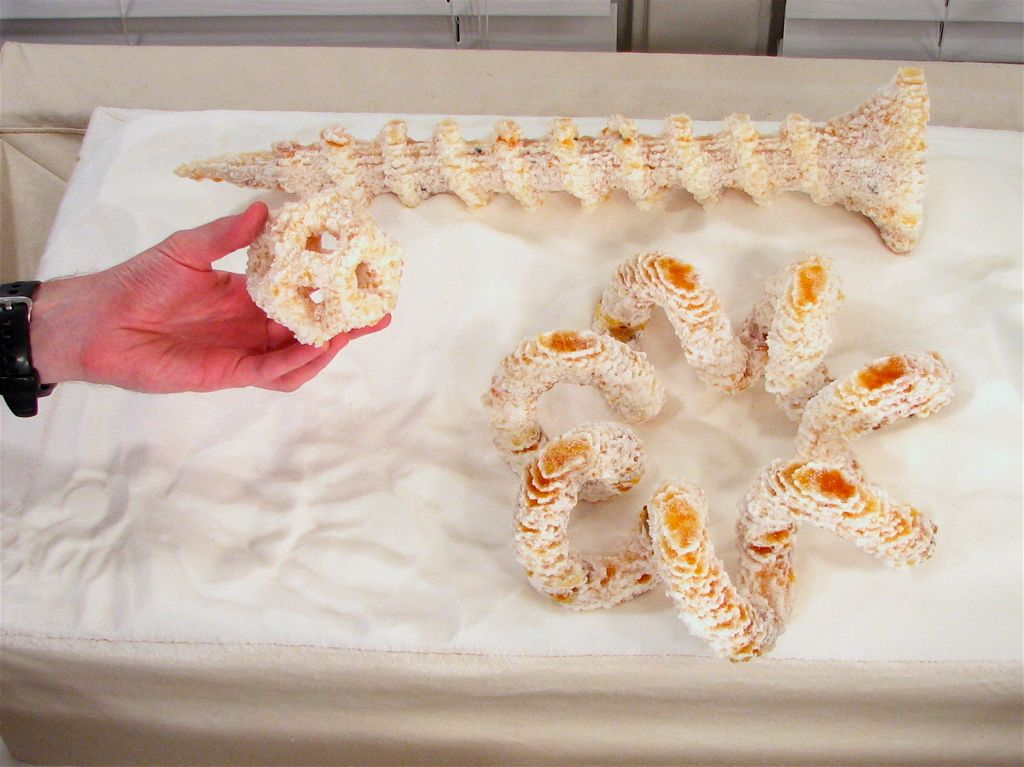
Hoàn thành tác phẩm điêu khắc hình xuyến cuộn dây, cùng với một mô hình của một vít gỗ và một khối 12 mặt nhỏ. Mỗi vật thể này được chế tạo từ đường tinh khiết.

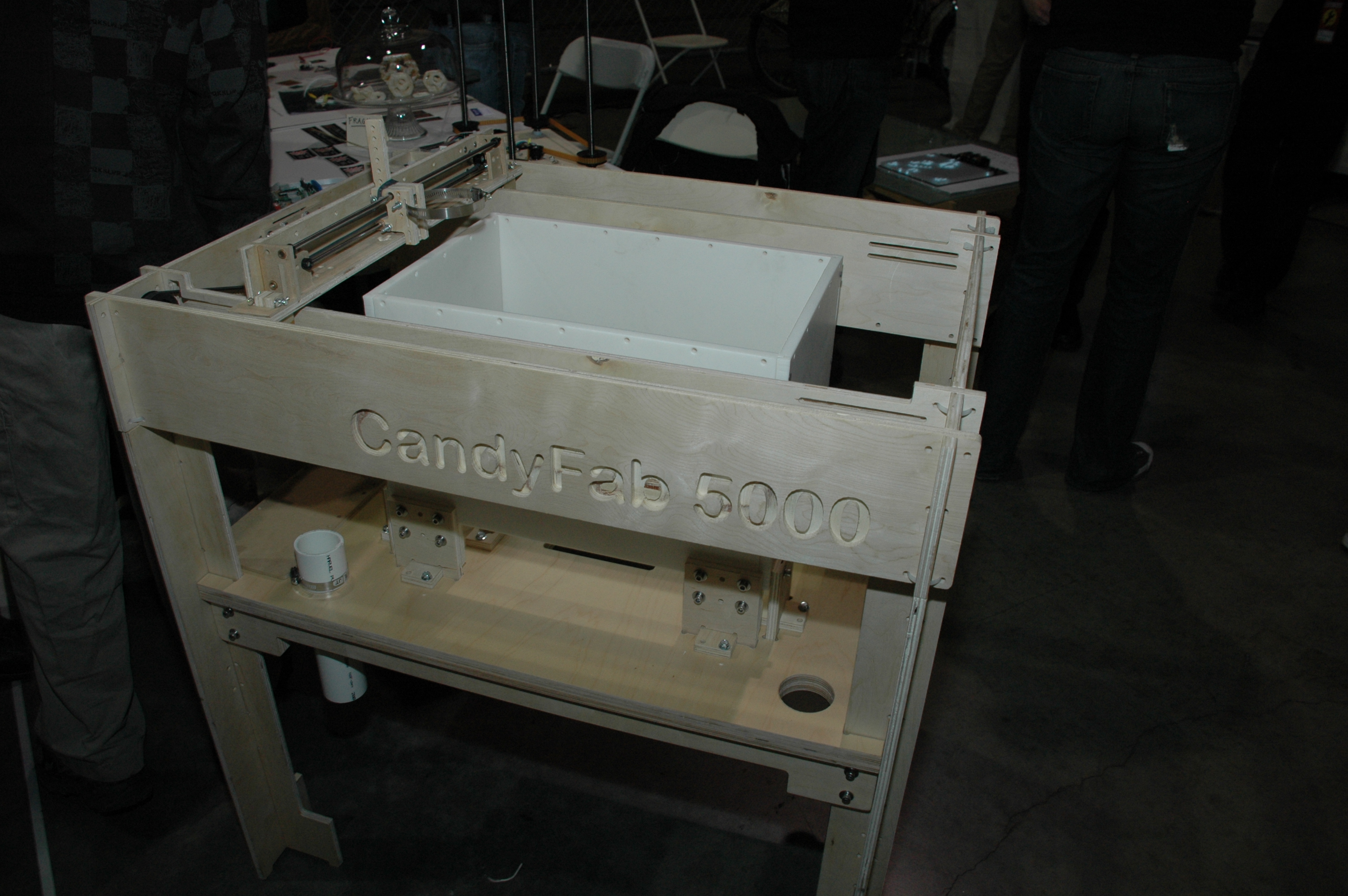
Máy CandyFab 5000 tại sự kiện Maker Faire 2008

CandyFab là một phương pháp sản xuất các đối tượng vật lý từ một cấu trúc được thể hiện trên máy tính. Nó khác với các phương pháp in 3D ở một số khía cạnh:
- Nó được tối ưu hóa cho các phần tương đối lớn bằng cách sử dụng độ phân giải thấp đến trung bình.
- Để giảm nguy cơ làm việc với một lượng lớn phương tiện, vật liệu không độc hại (lý tưởng là loại thực phẩm) được sử dụng. Mẫu CandyFab 4000 nguyên mẫu sử dụng đường cát làm môi trường in của nó, làm nổi lên tên của nó, nhưng các vật liệu khác có nhiệt độ nóng chảy thấp và độc tính thấp vẫn đang được xem xét.
- Nó sử dụng các chi tiết giá rẻ và chi phí xây dựng thấp để giúp người khác dễ dàng thiết kế hoặc tự  xây dựng, với các kế hoạch sẵn có như nguồn mở.

## Công nghệ
CandyFab sử dụng nguồn nhiệt được gắn trên đầu định vị X-Y được điều khiển bởi máy tính để kết hợp bề mặt của một bàn dạng hạt của vật liệu in. Điều duy nhất tiếp xúc với môi trường là khí nóng, được bật và tắt bởi phần mềm đồng bộ với chuyển động của đầu định vị. Chế tạo hình dạng của bộ phận đang được sản xuất tiến bộ trong các lớp; sau mỗi lần hoàn thành, bàn được hạ xuống và một lớp phương tiện dạng hạt mới được áp dụng lên trên. Các phương tiện không nóng chảy phục vụ để hỗ trợ phần lồi và thành mỏng trong chi tiết được sản xuất, giảm nhu cầu hỗ trợ tạm thời phụ trợ cho phôi. Bàn di động có kích thước phù hợp để sản xuất các chi tiết hoàn chỉnh có trọng lượng vài kilôgam.
Độ phân giải của các tính năng được tạo ra tương ứng với một phần tử thể tích nhỏ nhất 2,5 x 2,5 x 2,7 mm trở xuống. Những sản phẩm được sản xuất từ đường hạt thông thường có độ bền khá tốt và có màu hổ phách với màu nâu bề mặt do quá trình caramel hóa đường. Đặc biệt chú ý đến việc lựa chọn tất cả các vật liệu tiếp xúc với bàn đường hoặc với luồng không khí nóng để có thể chế tạo các miếng cấp thực phẩm nếu muốn.
Có một nỗ lực để khuyến khích công việc tiếp tục cải thiện công nghệ trong các lĩnh vực sau:
- Phần cứng
- Phần mềm tạo mô hình 3D
- Phần mềm CNC

Ngoài ra, các nhà phát minh Windell Oskay và Lenore Edman của candyfab.org đã tổ chức các nhóm để khám phá các ứng dụng, nghệ thuật ẩm thực và xử lý hậu kỳ.

## Các sản phẩm chế tạo
Một số tác phẩm điêu khắc lớn đã được sản xuất bằng cách sử dụng CandyFab, bao gồm một trong những đối tượng toán học được thiết kế bởi nhà điêu khắc Bathsheba Grossman. Tác phẩm này và các phần khác được thể hiện bởi các nhà phát minh Windell Oskay và Lenore Edman của candyfab.org tại Bay Area Maker Faire 2007.